# Cala Estreta
Cala Estreta (‚Schmale Bucht‘) ist eine kleine felsige Bucht im Nordosten der spanischen Baleareninsel Mallorca. Sie befindet sich 8 Kilometer nordöstlich der Kleinstadt Artà.

## Lage und Beschreibung

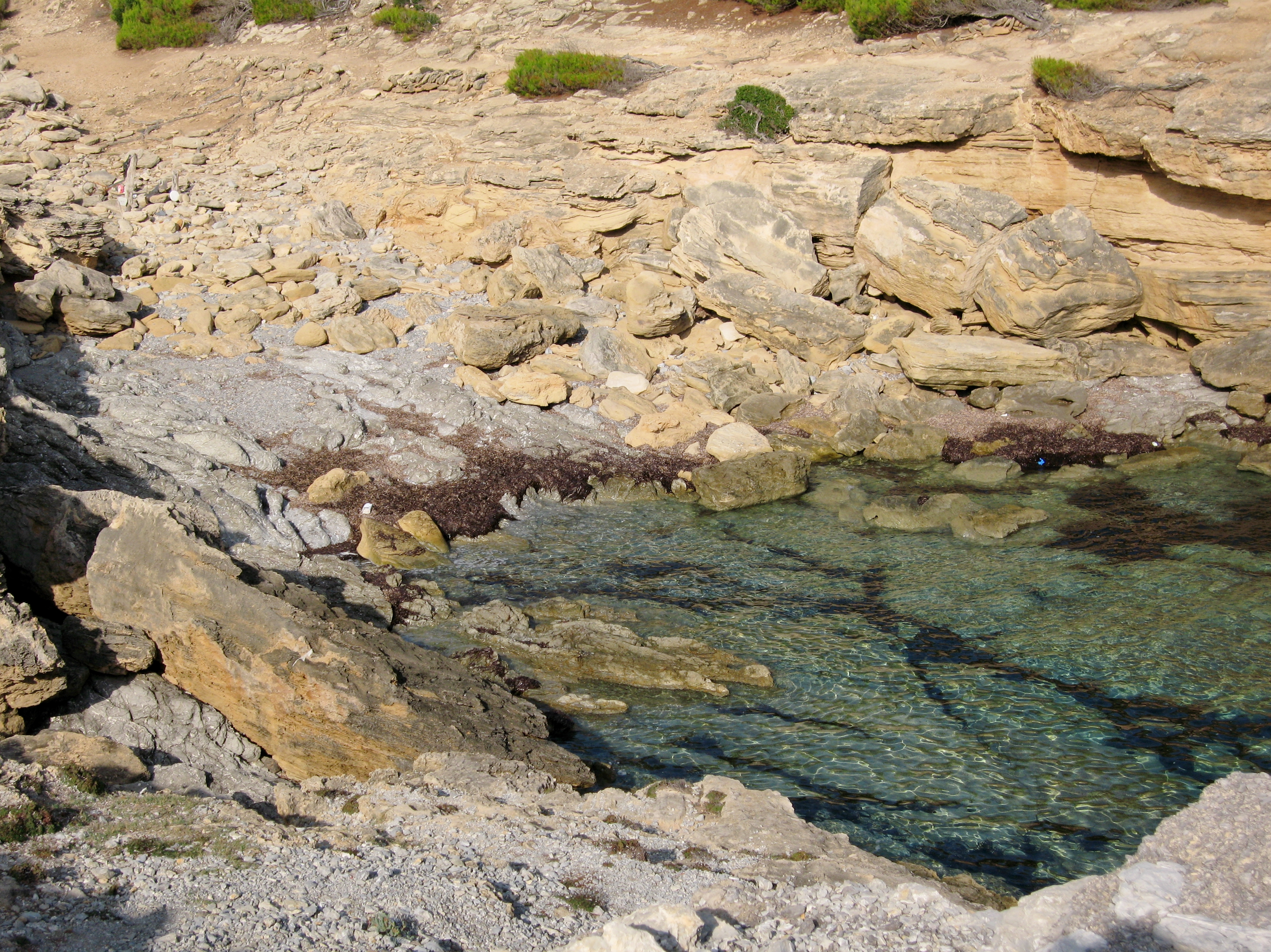
Felsenstrand

Gelegen im nordöstlichen Teil der Gemeinde Artà, im Gebiet von sa Duaia, ist die Cala Estreta von Artà aus über die Landstraße Richtung Cala Torta erreichbar. Die Bucht selbst ist sehr klein und eignet sich kaum zum Baden (dafür besser: die beiden östlichen Nachbarbuchten Cala Mitjana und Cala Torta). An der Ostseite der Bucht führt eine Straße zur Nachbarbucht Cala Mitjana. Sie wurde angelegt, um diesen Küstenabschnitt für den Tourismus zu erschließen, was aber auf Grund von Trinkwasserknappheit in diesem Gebiet aufgegeben wurde. Seitdem verfällt die Straße und die Zufahrt von Süden ab dem Abzweig zur Cala Torta ist nur schwer befahrbar.
Cala Estreta kann Ausgangspunkt von Wanderungen entlang der Küste in Richtung Westen (Cap de Ferrutx) sein. Ein nicht ganz einfach zu begehender Küstenwanderweg führt an der Cala Estreta beginnend bis zum Penya Roja („Roter Felsen“), der ein weiteres Vorankommen an der Küste selbst versperrt. Der mit Steinmännchen markierte Weg wird auch Camí dels Carabiners genannt, nach der Küstenwache (Carabiners), die im 20. Jahrhundert versuchte, den Schmuggel an diesem Abschnitt der Küste zu unterbinden.
Auf dem Weg zum Penya Roja passiert man die Felsenbucht Cala Dèntol, die Bucht und den 1751 erbauten Wehrturm an der Mündung des Torrent des Matzoc, sowie den Sandstrand sa Font Celada. Vom Strand s’Arenalet des Verger am Penya Roja geht es dann bergauf ins Landesinnere zu den Aussichtspunkten sa Tudosa (Höhe: 444 Meter) und Talaia de Moreia (Höhe: 432 Meter), auf welchem ebenfalls ein Wehrturm, erbaut 1585, steht.

## Zugang
Von Artà kommend die Landstraße MA-15 Richtung Cala Rajada, anschließend hinter einer Tankstelle der Beschilderung zur Cala Torta folgen. Am rechtsseitigen Abzweig zur Cala Torta den geraden Straßenverlauf wählen. Die Cala Estreta liegt dann links der Cala Mitjana in Richtung Westen.